# Claudio Maniscalco
Claudio Maniscalco est un acteur allemand né le 18 août 1962 à Mölln.

## Théâtre
- 1987 : Riff Raff dans Rocky Horror Show, mise en scène : Anna Vaughan (Berliner Kammerspiele)
- 1987 : Grunzbauch dans Vom dicken Schwein das dünn werden wollte, mise en scène : Anna Vaughan (Berliner Kammerspiele)
- 1987 : Adam dans Stürmische Überfahrt, mise en scène : Jürgen Wölfer (Winterhuder Fährhaus)
- 1989 : Jerome Martignon dans Frühling im September, mise en scène : Wolfgang Spier (Komödie Max2, München)
- 1989 : Bambi dans Linie 1, mise en scène : Anna Vaughan (Marek Lieberberg Produktion)
- 1989 : David dans Off Broadway, mise en scène : Josef Saxinger (Kleine Freiheit München)
- 1989 : Octave dans Die lieben Nachbarn, mise en scène : Katja Nottke (Intimes Theater/ Berlin)
- 1991 : Young Ben dans Follies, mise en scène : H. Baumann (Theater des Westen)
- 1992 : Yves Montand dans Piaf, mise en scène : Katja Nottke (KAMA-Theater Berlin)
- 1993 : Tom dans Schmetterlinge sind frei, mise en scène : Katja Nottke (KAMA-Theater Berlin)
- 1994 : Toddy dans Viktor und Viktoria, mise en scène : Katja Nottke (KAMA- Theater Berlin)
- 1995 : Peppino dans Ladyboys, mise en scène : Corny Littmann (KAMA- Theater Berlin)
- 1997 : Alfred dans Liebeslohn, mise en scène : Pierre Badan (Kleines Theater am Südwestkorso)
- 2000 : Roy Black dans Ganz in Weiß, mise en scène : Arno Löb (Augsburg)
- 2001 : Franz dans Insulaner, mise en scène : Klaus Rumpf (Friedrichstadtpalast/ Kleine Revue)
- 2002 : Was macht eine Frau mit zwei Männern, mise en scène : Katja Nottke (Berliner Volkstheater Hansa)
- 2003-2004 : Viva l´Amore, mise en scène : Claudio Maniscalco (Umspannwerk-Ost)
- 2004-2007 : Lucino dans La Famiglia, mise en scène : Arthur Castro (Pomp Duck and Circumstance Berlin)
- 2005 : Dean Martin Show dans Konzerthaus am Gendarmenmarkt, mise en scène : Claudio Maniscalco
- 2006 : Siggi White dans Telenovela, mise en scène Katja Nottke (Nottkes das Kieztheater)
- 2007 : Bon Vivant dans Alles nur Theater, mise en scène Katja Nottke (Nottkes das Kieztheater)
- 2007-2009 : Lucino dans La Famiglia, mise en scène : Claudio Maniscalco (Pomp Duck and Circumstance Stuttgart)
- 2008 : Dean Martin Christmas Show dans Spielbank Berlin, mise en scène : Claudio Maniscalco
- 2008 : Don Camillo dans Don Camillo und Peppone, mise en scène : Manon (Breitlingshow in Basel)
- 2008 : Best-Of-Show dans BKA-Theater Berlin, mise en scène : Claudio Maniscalco)
- 2009 : Dean Martin Christmas Show dans Heimathafen Neukölln, mise en scène : Claudio Maniscalco
- 2009-2010 : Roy Black dans Du bist nicht allein, mise en scène : Claudio Maniscalco (Nottkes das Kieztheater)
- 2009-2010 : Yves Montand, Charles Aznavour u.a. dans Piaf, mise en scène : Katja Nottke (Nottkes das Kieztheater)
- 2009-2010 : Bruno dans Mama Leone, mise en scène : Katja Nottke (Nottkes das Kieztheater)
- 2009-2010 : Lucino dans La Famiglia, mise en scène : Claudio Maniscalco (Piazza Rossa)

## Filmographie
- 1988: Die Gunst der Sterne (téléfilm) : Freund von Bettina
- 1990: Euroflics (série télévisée) : Gino
- 1990: L'Histoire sans fin 2 : Un nouveau chapitre : Lavaman
- 1990: Stocker & Stein (série télévisée) : Luigi
- 1991: Go Trabi Go
- 1991: Peter Strohm (série télévisée) : Tony Paresi
- 1992: Tücken des Alltags (série télévisée)
- 1994: Elbflorenz (série télévisée)
- 1995: Docteur Stefan Frank (série télévisée) : Gino Franchi
- 1996: Tatort (série télévisée) : Moretta
- 1996: Au rythme de la vie (Gute Zeiten, schlechte Zeiten) (série télévisée) : Felix Reinecke
- 1996: Küsse niemals deinen Chef (téléfilm) : Giovanni
- 1997: Charly la malice (série télévisée) : Enzo
- 1997: Stubbe - Von Fall zu Fall (série télévisée)
- 1998: Wolff, police criminelle (série télévisée) : Carlo / Giuseppe
- 1998: Großstadtrevier (série télévisée) : Erik Winter
- 1998/2001: Soko brigade des stups (série télévisée) : Pino Ginelli / Schäfer / Straub
- 1999: Liebe und weitere Katastrophen (téléfilm) : Thomas Winter
- 1999: Heinz Rühmann - der Clown (téléfilm)
- 1999: Mission sauvetages (série télévisée) : Rammbow
- 1999: Die Sternbergs - Ärzte, Brüder, Leidenschaften (série télévisée)
- 1999: In aller Freundschaft (série télévisée) : Axel Bentheim
- 2001: Marienhof (série télévisée) : Leonardo Maldini
- 2003: Der zweite Frühling (téléfilm) : Simon Jahnke
- 2004: Das Duo (série télévisée)
- 2004: Außer Kontrolle (téléfilm)
- 2004: La Mort dans la peau : Officier de l'immigration
- 2005: Popp Dich schlank! (téléfilm) : Carlo
- 2005: Un Koala, mon papa et moi (téléfilm)
- 2006: Löwenzahn (série télévisée) : Enrico Bussi
- 2006: Rauchzeichen : Commissaire
- 2006: Zwei Engel für Amor (série télévisée) : Ramon
- 2007: Le Destin de Bruno (série télévisée) : Luigi

## Doublage
Films
- 1991: La Chanteuse et le Milliardaire : Sammy (Fisher Stevens)
- 1991: The Doors : John Densmore (Kevin Dillon)
- 1992: Orlando : The Khan (Lothaire Bluteau)
- 1994: Priscilla, folle du désert : Adam Whitely/Felicia Jollygoodfellow (Guy Pearce)
- 1996: Roméo + Juliette : Mercutio (Harold Perrineau Jr.)
- 1998: La Ligne rouge : Le soldat Fife (Adrien Brody)
- 1999: Broadway, 39ème rue : Carlo (Paul Giamatti)
- 2001: Escrocs : Alex Tardio (William Fichtner)
- 2002: À la dérive : Giuseppe (Adriano Giannini)
- 2003: Le Sourire de Mona Lisa : Bill Dunbar (Dominic West)
- 2003: Hollywood Homicide : Wanda (Lou Diamond Phillips)
- 2009: Anges et Démons : Pater Simeon (Cosimo Fusco)
- 2009: La Panthère rose 2 : Vicenzo (Andy Garcia)
- 2009: Thérapie de couples : Salvadore (Carlos Ponce)

Séries
- 2004: Monk : Dalton Padron (Nestor Carbonell)
- 2005/2006: Noah's Arc : Alex (Rodney Chester)
- depuis 2006: Heroes : René dit l'Haïtien (Jimmy Jean-Louis)
- 2006/2009: Hôtel Babylon : Gino Primirola (Martin Marquez)
- depuis 2009: The Good Wife : Julius Cain (Michael Boatman)

Jeux vidéo
- 2008: L'Œil noir : Bredo Bento/Regolan Stoerrebrandt